# Шебіка (Кайруан)
Шебіка (араб. الشبيكة) — місто в Тунісі. Входить до складу вілаєту Кайруан. Станом на 2004 рік тут проживало 2 505 осіб.